# Galileo (CRS)
Das Computerreservierungssystem (CRS) Galileo ist ein Buchungsportal der Tourismuswirtschaft.
1971 initiierte United Airlines das System Apollo CRS, hiermit wurden rechnergestützt Buchungen von Flügen und Sitzreservierungen zunächst für die eigenen Verkaufsbüros möglich. Ab 1976 wurde dieses System unter dem Namen Apollo Travel Services (ATS) auch an Reisebüros in Nordamerika und Japan vertrieben.
1987 wurde in Swindon, Großbritannien, die Galileo Company Ltd von den Anteilseignern British Airways, Swissair, KLM Royal Dutch Airlines, Alitalia und Covia (vormals Apollo Travel Services) gegründet.
Im Jahr 1997 fand der Börsengang der Galileo International Corporation an der New York Stock Exchange statt. Von Oktober 2001 bis September 2006 war die Cendant Corporation alleiniger Anteilseigner und Galileo in dieser ein wichtiges Mitglied der Cendant Travel Distribution Services, in welchem die touristischen Aktivitäten der Cendant Corporation gebündelt waren.
Nach der Aufspaltung der Cendant Corporation in vier eigenständige Unternehmen im Jahre 2006 wurde der Bereich TDS an den Finanzinvestor Blackstone Group verkauft und firmiert seitdem unter dem Namen Travelport. Nach Freigabe durch die Kartellaufsichtsbehörden in den USA und der EU hat Travelport am 21. August 2007 den Galileo-Mitbewerber Worldspan übernommen und mit der Zusammenführung der beiden Reservierungssysteme begonnen.
Galileo führt den IATA-Airline-Code 1G, das weiterhin parallel betriebene Apollo-System 1V.
Weltweit arbeiten 43.500 Reisebüros mit dem Reservierungssystem und können hierüber auf Tarife und Verfügbarkeiten von über 460 Fluggesellschaften, 23 Autovermietern, 58.000 Hotels und 430 Veranstaltern zugreifen.
Die deutsche Niederlassung wurde 1989 in Frankfurt am Main gegründet und betreut mit 21 Mitarbeitern derzeit ca. 900 Kunden.